# مؤيد الحوطي
مؤيد محمد الحوطي، لاعب كرة قدم سعودي، يلعب في الجناح في نادي أبها.

## مسيرة اللاعب
لعب في الفئات السنية في نادي سدير وانتقل إلى نادي الرياض في عام 2022 وانتقل إلى نادي أبها في عام 2024.